# 里基·格雷斯
里基·雷·格雷斯（英語：Ricky Ray Grace，1967年8月20日—），美国/澳大利亚职业篮球运动员，美国NBA联盟的前职业篮球运动员。他在1988年的NBA选秀中第3轮第67顺位被犹他爵士选中。